# Pont de les Set Llunes
El Pont de les Set Llunes és un dels ponts que es troben a la ciutat d'Alcoi, a la comarca de l'Alcoià (País Valencià).
Està situat a la partida rural de Salterres, als afores d'Alcoi en direcció a Banyeres de Mariola, més enllà del barri de Batoi. Per tant, no es tracta d'un pont urbà, sinó que es va construir perquè passara per ací la línia ferroviària del tren Alcoi-Alacant, que no va arribar a circular mai.
El projecte d'aquesta línia de ferrocarril va ser a càrrec de l'enginyer de camins José Roselló Martí, qui es va encarregar en 1927 de la redacció del projecte d'aquest viaducte sobre el riu Polop i els dels barrancs de Set Llunes, Barxell, Uxola i Zinc, a Alcoi.
A la fi dels anys 20 del segle XX es va poder dur a terme, després de bastants dificultats, el traçat de la línia fèrria que uniria Alacant i Alcoi. L'últim projecte va ser redactat per José Roselló el 13 de juliol de 1929. D'aquesta línia destaquen els nombrosos ponts i túnels que es van haver de fer i que hui serveixen com a ruta verda per al turisme d'interior en aquestes comarques.
El pont permet salvar el barranc de Sant Antoni, molt prop de la seua unió amb el barranc de la Batalla. Amb el temps, el barranc de Sant Antoni també va passar a anomenar-se barranc de les Set Llunes.
La seua visita fa necessària una xicoteta excursió que té com a fons el proper Parc natural del Carrascar de la Font Roja. La seua gran altura de 46 metres i l'amplitud dels seus arcs el fan idoni per a la pràctica del salt de pont.